# Hypostomus gymnorhynchus
Hypostomus gymnorhynchus is een straalvinnige vissensoort uit de familie van de harnasmeervallen (Loricariidae). De wetenschappelijke naam van de soort is voor het eerst geldig gepubliceerd in 1926 door Norman.